# Eulychnia castanea
El copao de Philippi (Eulychnia castanea) es una especie de planta fanerógama de la familia Cactaceae.

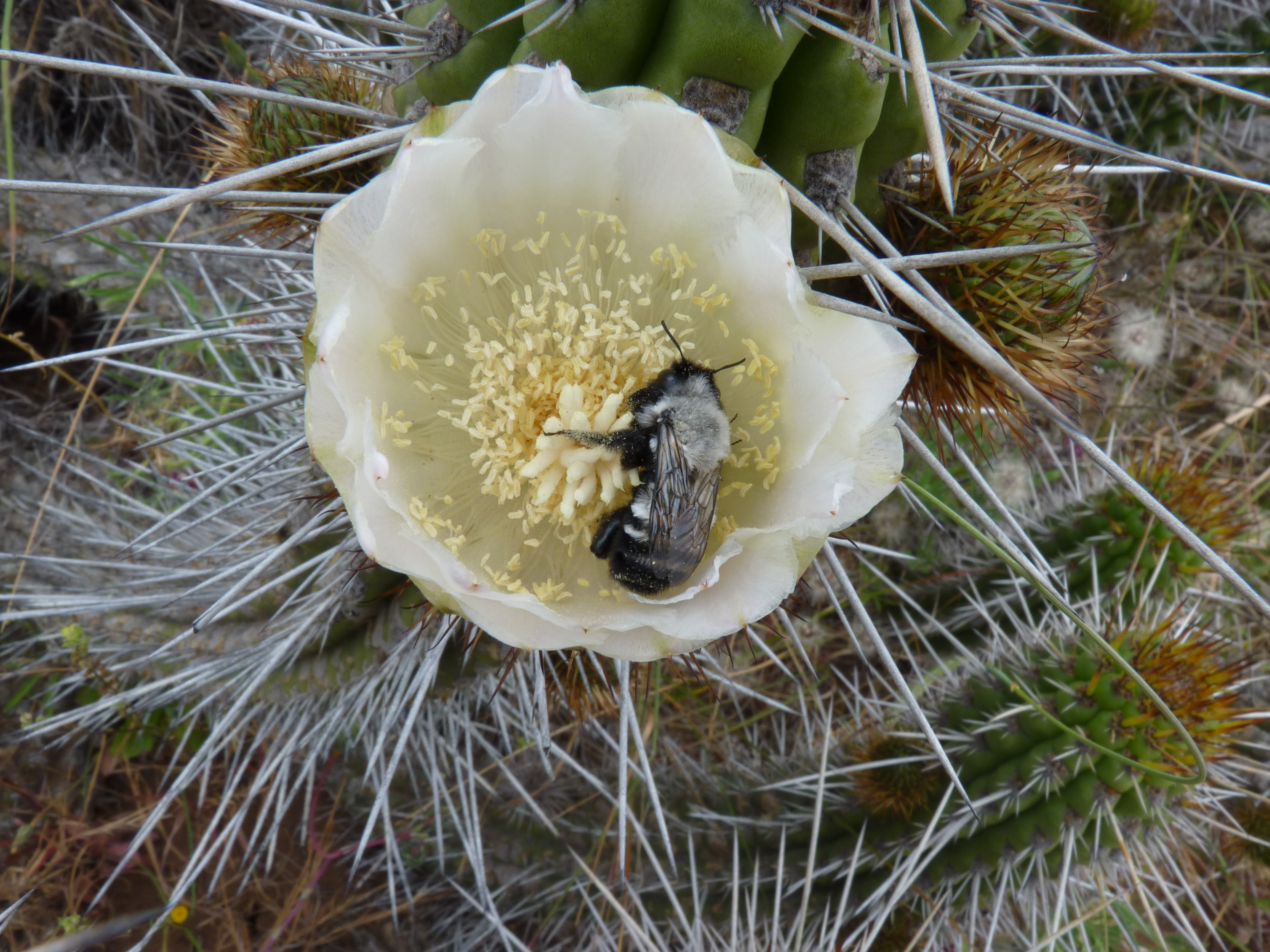
Detalle de la flor

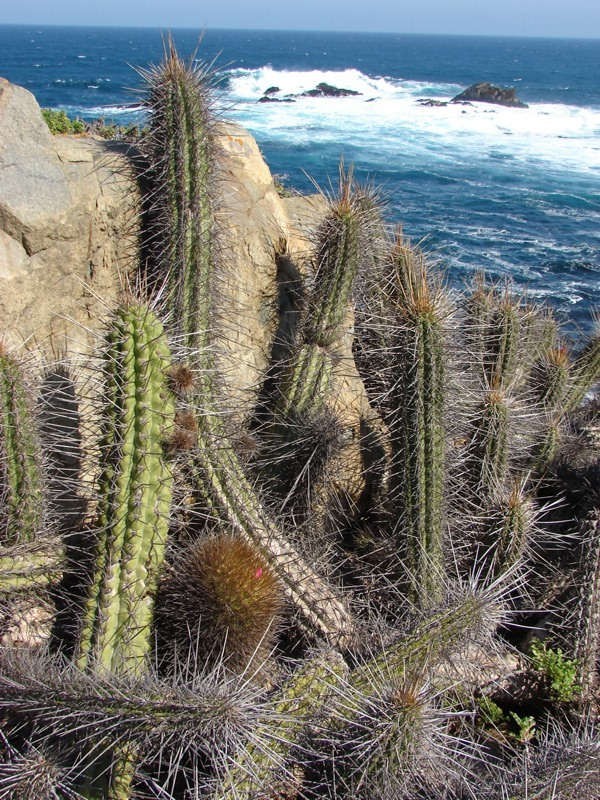
Vista de la planta

## Distribución
Es endémica de Coquimbo en Chile. Es una especie inusual en las colecciones. La especie se encuentra en el parque nacional Fray Jorge.

## Descripción
Eulychnia castanea tiene un crecimiento arbustivo, alcanzando un tamaño de hasta 1 metro de altura, formando densos cojines de varios metros de diámetro. Los tallos son cilíndricos de color verde, de 1 a 2 m de largo (rara vez más) y tienen un diámetro de 6-8 centímetros. Tiene de 8 a 12 costillas presentes donde se encuentran las areolas con fieltro de color gris oscuro y surgiendo de ellas espinas de color amarillo a marrón. Las 1-2 fuertes espinas centrales miden 3 a 10 cm, y las 6 a 10 espinas radiales de 0,5 a 2 cm de largo. Las blancas flores aparecen en el lado cerca de las puntas de los brotes y miden 5 a 5,5 centímetros de largo. Su pericarpio y el tubo de la corola están cubiertas de cerdas duras y marrón. Los frutos son esféricos, de color amarillo a verde y están cubiertos de espinas que fácilmente caen en plena madurez.

## Taxonomía
Eulychnia leucantha fue descrita por Rodolfo Amando Philippi y publicado en Linnaea 33: 80. 1864.
Etimología
Eulychnia: nombre genérico que deriva de las palabras griegas: "εὖ" (eu) = "hermosa" y "λύχνος" (lychnos) = "lámpara", aludiendo a que es como una "hermosa antorcha".
leucantha epíteto latino que significa "de color castaño".
Sinonimia
- Cereus castaneus
- Philippicereus castaneus[4]